# Márta, avagy a richmondi vásár
A Márta, avagy a richmondi vásár Friedrich von Flotow 1847. november 25-én bemutatott négyfelvonásos operája, a zeneszerző legsikeresebb és egyetlen igazán maradandó alkotása a műfajban.

## Az opera története
A Márta a 19. század egyik legsikeresebb operája volt, és a még az 1900-as évek első felében is a legsikeresebb darabok közé tartozott. A bécsi premiert követően alig egy év alatt több jelentős európai nagyvárosban színre került. Eleinte a német nyelvterületen terjedt el: a bécsi után hamar lezajlott a berlini, lipcsei, drezdai, weimari bemutató, de a premiert követő egy éven belül színre került Pesten, Párizsban, Londonban, Prágában, Helsinkiben és Stockholmban. 1852-ben a Metropolitan Opera is műsorra tűzte, ott tizennyolc szezonon át volt része a repertoárnak, és ötvennégy előadást ért meg.
Az 1859-es milánói premieren olasz nyelven vitték színre a darabot, olyan nagy sikerrel, hogy sokak számára a Márta olasz opera volt. Ezután vált igen népszerűvé az opera olasz nyelvű változata. Olaszul mutatták be a művet Lisszabonban, és olasz nyelvű volt az 1859-es párizsi felújítás is. Az opera legnépszerűbb részlete, Lyonel Ach, so fromm, ach, so traut kezdetű áriája eredetileg egy korábbi Flotow-opera, a L’Ame en Peine egyik száma volt, a zeneszerző onnan emelte át a Mártába, a Rózsadal pedig egy népszerű ír népdal feldolgozása.

## Az opera szereplői és helyszínei
| Szereplő                                    | Hangfekvés           |
| ------------------------------------------- | -------------------- |
| Lady Harriet Durham, a királynő udvarhölgye | szoprán              |
| Nancy, a bizalmasa                          | alt                  |
| Lord Tristan Mickleford, a lady unokabátyja | basszus              |
| Plumkett, gazdag bérlő                      | bariton vagy basszus |
| Lyonel                                      | tenor                |
| A richmondi bíró                            | basszus              |
| Első cseléd                                 | szoprán              |
| Második cseléd                              | szoprán              |
| Harmadik cseléd                             | alt                  |
| Első bérlő                                  | basszus              |
| Második bérlő                               | tenor                |
| Első inas                                   | basszus              |
| Második inas                                | basszus              |
| Harmadik inas                               | tenor                |
| Anna királynő                               | néma                 |

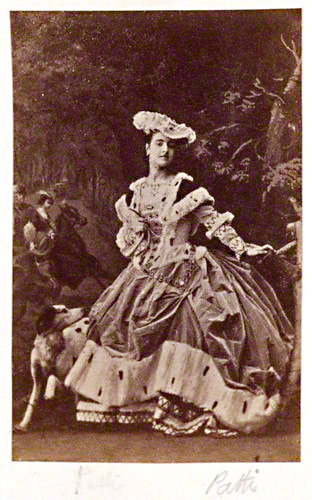
Adelina Patti Lady Harriet szerepében (1861)

- Kórus: bérlők, cselédek, szolgák, vadászok, a királynő kísérete, nép
- Történik: Richmondban és környékén, Anna királynő (1702–1714) uralkodása alatt
- Az opera helyszínei: I. felvonás; 1. kép: a lady budoárja, 2. kép: a richmondi vásár; II. felvonás: Plumkett otthona, III. felvonás: kocsma az erdőben; IV. felvonás; 1. kép: a lady budoárja, 2. kép: Plumkett háza előtt
- Játékidő: két és fél óra

## Az opera cselekménye

### I. felvonás
1. kép: A lady nagyon unatkozik, Nancy szerint unalmát csak egyféleképpen űzhetné el: ha szerelembe esne egy jóképű lovagba. Hirtelen megjelenik Lord Tristan, és esetlenül udvarolni kezd Harrietnek, aki ezt nem fogadja kicsattanó örömmel. Közben az ablakon át beszűrődik a vásárra igyekvő leányok éneke. A ladynek nagyon megtetszik a vidám jelenet, és elhatározza, hogy ő és Nancy szolgálónak öltözve szintén elmegy a vásárba. Lord Tristan hiába ellenzi a dolgot, a lányok nem hajlandóak elállni szándékuktól. Így végül nem tehet mást, mint hogy elkíséri őket a vásárba.
2. kép: Plumkett és Lyonel eljöttek a vásárra, hogy új cselédeket találjanak udvartartásuk számára. Figyelmüket hamar felkelti az álruhás úri hölgyek szépsége, így végül választásuk rájuk esik. A két hölgy gondolkodás nélkül átveszi a foglalót és elszegődnek gazdáikhoz. Nagyon tetszik nekik a játék, a mosoly csak akkor fagy le az arcukról, amikor a richmondi bíró fejükre olvassa, hogy aki a foglalót felvette, az egy évig nem hagyhatja el a helyét.

### II. felvonás
Lyonel és Plumkett nem sok hasznát veszi az új cselédeknek. Nancy egymás után töri össze a tányérokat, a lady meg semmi mást nem csinál egész nap, csak búslakodik az egyik sarokban. A két szolgálólánynak (akik a Júlia és a Márta álnevet választották maguknak) nem megy a szövés-fonás se, hiszen azelőtt nem sokat foglalkoztak ilyesmivel. Lyonel megszereti Mártát, és végül nem is gyötri tovább, helyette egy életen át őt akarja szolgálni. A ladyt meghatja a férfi szerelmes vallomása, de nem tehet mást: hidegen és gúnyosan visszautasítja a közeledését. Éjszaka megjelenik Lord Tristan, és megszökteti a pórul járt úri hölgyeket.

### III. felvonás
A királynő egy erdei tisztás közelében vadászik, és természetesen vele vannak udvarhölgyei is. Plumkett a közeli kocsmában iddogál a hajtókkal és a falubeliekkel. Mikor megpillantja a vadászokkal együtt közeledő Nancyt, odarohan hozzá, és az ősi jogra hivatkozva magával akarja vinni a lányt. A jelenlévők megpróbálják erről lebeszélni, majd miután nem tesz le szándékáról, elzavarják. Lyonel közben felzaklatott lelkiállapotban az erdőben bolyong, amikor összetalálkozik a vadászó úri társasággal, akik között megpillantja az ő Mártáját. Könyörögni kezd a ladynek, hogy térjen hozzá vissza. Harriet hűvösen viselkedik vele, és letagadja, hogy valaha is látta volna a férfit. Lyonel azonban nem tágít: egyre hevesebben bizonygatja az igazát, ezért Tristan elhatározza, hogy elfogatja a hívatlan vendéget. A lady ettől megretten. Végül mindenkit elküld, hogy kettesben beszélhessen Lyonellel. Ekkor ismét Mártaként áll egykori gazdája előtt, aki most már visszautasítja közeledését.

### IV. felvonás
1. kép: Plumkett átadja Lyonel korán elhunyt apjának gyűrűjét a ladynek, aki azt megmutatja a királynénak. A gyűrű fényt derít arra, hogy Lyonel nem más, mint az ártatlanul elítélt Derby grófjának a fia, akit most a királynő visszahelyez a jogaiba. Így tehát a férfi megmenekül a börtöntől. Harriet maga viszi el a jogait visszaadó okiratot Lyonelnek. A vérig sértett fiatalember azonban nem bocsát meg neki.
2. kép: A lady úgy dönt, tesz még egy utolsó kísérletet Lyonel szívének a kiengesztelésére. Szomszédai, ismerősei és a falubeliek segítségével újra megrendezi az egykori vásárt. Ő maga és Nancy is felöltik egykori szolgáló öltözetüket, és így sürögnek-forognak a sokaságban. Lyonelt az emlékezés édes percei végül kiragadják sértődöttségéből: megbocsát szerelmének és boldogan öleli át az ő Mártáját. Júlia és Plumkett közben már korábban oltár elé álltak.

## Az opera zenéje
A Márta az együttes operák egyik legjobban sikerült 19. századi példája, 18 száma között mindössze három ária akad. Flotow stílusa eklektikus: Offenbach ritmikáját Marschner és Lortzing hangszerelésével, illetve Donizetti és Bellini dallamosságával ötvözte. Az opera dallamnyelve lényegében olasz, így nem csoda, ha egy idő után elterjedtebb lett a darab olasz nyelvű változata, mint a német nyelvű. A zeneszerző a szólószámokban népies hangvételt alkalmazott, ezek terjedelmes, dalszerű együttesekkel párosulnak, a dialógusok megzenésítése pedig a társalgási stílust idézi. A történetben, és így a zenében is, egymást váltogatják a komikus és a lírai epizódok. Az egész művet egy jól átgondolt, szerves arányosság jellemzi. A Márta rendkívüli népszerűségét a belőle készült paródiák is tanúsítják.
A IV. felvonást általában kevésbe jól sikerültnek szokták tartani, ezért kialakult az a rendezői gyakorlat, hogy az utolsó két felvonás zeneileg kevésbé jelentős részeit kihúzzák, így létrehozva a darabból egy dramaturgiailag zártabb, egységesebb háromfelvonásos változatot.

## Az opera ismertebb részletei
- Der Markt beginnt! Die Glocke schallt – Vásári jelenet (I. felvonás, kórus)
- Letzte Rose, wie magst du – Rózsadal (II. felvonás, Márta áriája)
- Lasst mich euch fragen – Sördal (III. felvonás, Plumkett áriája)
- Ach so fromm, ach so traut – Lyonel áriája (III. felvonás)
- Mag der Himmel euch vergeben – Kvintett (III. felvonás)

## Hangfelvételek
- Német nyelvű változat (ez került többször kiadásra, az alább ismertetett felvételt tartják az egyik legjobban sikerültnek, több húzást is tartalmaz):

Lady – Anneliese Rothenberger, Nancy – Brigitte Fassbaender, Lyonel – Nicolai Gedda, Plumkett – Hermann Prey, Tristan – Dietel Weller. Közreműködik a Bajor Állami Operaház ének- és zenekara, vezényel: Robert Heger. A felvétel helye és ideje: München, Bürgergrau, 1968. A kiadás éve: 1988. EMI CMS 7-69-339-2 2 CD ADD Stereo
- Olasz nyelvű változat:

Lady – Elena Rizzieri, Nancy – Pia Tassinari, Lyonel – Ferruccio Tagliavini, Plumkettt – Carlo Tagliabue, Tristan – Bruno Carmassi. Közreműködik a Torinói RAI ének- és zenekara. Vezényel: Francesco Molinari-Pradelli. A felvétel helye és ideje: 1953. Torino, RAI. A kiadás éve: 1991. Dino Classic 9075-077 2 CD Stereo